# 柳峰乡
柳峰乡是中华人民共和国浙江省温州市泰顺县下辖的一个乡。
2016年9月8日，浙江省人民政府批复同意调整雅阳镇管辖范围，增设柳峰乡，乡政府驻柳泰路139号。

## 行政区划
柳峰乡下辖以下村级行政区划单位：
墩头村、东桥村、国岭村、梧村、新庄村、卓宅村和上岚村。